# قراگل (کبودرآهنگ)
قراگل روستایی در ۲۴کیلومتری کبودرآهنگ در استان همدان است. روستایی که به مردمانی خوش خنده و مهربان، مهد عالمان و مراجع بزرگ، مهد برند  کشاورزی و سیب زمینی، مهد پیمانکاران برقِ مطرح کشوری و میناکاری سفال مشهور است.
قراگل (کبودرآهنگ)، روستایی از توابع بخش مرکزی شهرستان کبودرآهنگ در استان همدان ایران است.

## جمعیت
این روستا در دهستان سرداران قرار دارد و براساس سرشماری مرکز آمار ایران در سال ۱۳۹۵، جمعیت آن ۸۱۴ نفر (۲۱۶خانوار) بوده‌است.زبان مردم این روستا ترکی آذربایجانی است.بیشتر مردم روستا به کار کشاورزی مشغول هستند. بیشتر بانوان این روستا به مینا کاری روی سفال مشغول شده اند.

## مکان های دیدنی
تپه سرسبز قرم‌خانه، باغات انگور، تالاب زیبای قراگل از جمله مکان های دیدنی روستا می‌باشد.

## آب های زیرزمینی
این روستا دارای آب‌های زیرزمینی زیادی است که بیشتر آب های زیرزمینی را برای کشاورزی استفاده می‌کنند.

## محصولات کشاورزی
این روستا بدلیل داشتن زمین های کشاورزی زیاد هر ساله محصولات کشاورزی زیادی از جمله:
گندم،جو،سیب زمینی،انگور،طالبی،خربزه،خیار و هندوانه برداشت می‌شود. 

## گلخانه ها
این روستا دارای سه گلخانه است.
هرساله از این گلخانه ها محصولات مختلفی مانند:گوجه،فلفل دلمه،بادمجان،فلفل و...برداشت می‌شود.